# Pulvinaria tapiae
Pulvinaria tapiae är en insektsart som beskrevs av Mamet 1951. Pulvinaria tapiae ingår i släktet Pulvinaria och familjen skålsköldlöss.
Artens utbredningsområde är Madagaskar. Inga underarter finns listade i Catalogue of Life.